# Roštár
Roštár és un poble i municipi d'Eslovàquia. Es troba a la regió de Košice, a l'est del país.

## Història
La primera referència escrita de la vila data del 1318.

## Demografia
| Godina             | 1994 | 2004   | 2014    | 2024    |
| ------------------ | ---- | ------ | ------- | ------- |
| Nombre de persones | 495  | 538    | 609     | 701     |
| Diferència         |      | +8,68% | +13,19% | +15,10% |

| Godina             | 2023 | 2024   |
| ------------------ | ---- | ------ |
| Nombre de persones | 676  | 701    |
| Diferència         |      | +3,69% |